# Agnieszka Korneluk
Agnieszka Korneluk, née Kąkolewska est une joueuse polonaise de volley-ball, née le 17 octobre 1994 à Poznań. Elle mesure 1,99 m et joue au poste de centrale. Elle totalise 112 sélections en équipe de Pologne.

## Clubs
| Club                | De        | À         |
| ------------------- | --------- | --------- |
| KS Energetyk Poznań | 2005-2006 | 2008-2010 |
| SMS PZPS Sosnowiec  | 2010-2011 | 2012-2013 |
| Impel Wrocław       | 2013-2014 | 2016-2017 |
| Budowlani Łódź      | 2017-2018 | 2017-2018 |
| VBC Casalmaggiore   | 2018-2019 | 2018-2019 |
| Pallavolo Scandicci | 2019-2020 | 2019-2020 |
| KPS Chemik Police   | 2020-2021 | …         |

## Palmarès

### Équipe nationale
- Jeux européen
  - Finaliste : 2015.

### Clubs
- Coupe de Pologne
  - Vainqueur : 2018.
- Supercoupe de Pologne
  - Vainqueur : 2017.
- Championnat de Pologne
  - Finaliste : 2014.

### Distinctions individuelles
- Championnat d'Europe de volley-ball féminin 2019 : Meilleure centrale.